# Однокашники
«Однокашники» — советский 2-серийный телефильм режиссёра Валерия Кремнёва 1978 года. Экранизация повести Иосифа Герасимова «Пуск».

## Сюжет
В основе сюжета фильма лежат отношения двух бывших друзей-однокурсников, товарищей по учёбе в институте, один из которых стал руководящим работником в министерстве, а второй — директором металлургического завода. На пуск нового прокатного цеха на этом заводе и приезжает работник министерства.

## В ролях
- Владислав Дворжецкий — Лобанов
- Лев Дуров — Шергов
- Ирина Мирошниченко — Наташа
- Владимир Заманский — Ельцов
- Людмила Целиковская — Софья Анатольевна
- Галина Польских — Надя
- Элеонора Шашкова — Маша
- Ирина Печерникова — Тоня

## Факты
- Съёмки фильма проходили осенью 1977 года в городе Выкса, в колёсопрокатном цехе Выксунского металлургического завода[1].
- Последняя роль в кино Владислава Дворжецкого. https://dzen.ru/a/YG2lgQG9QiTKjwZL